# Mesa del León
Mesa del León är en ort i Mexiko.   Den ligger i kommunen Maravatío och delstaten Michoacán de Ocampo, i den södra delen av landet, 150 km väster om huvudstaden Mexico City. Mesa del León ligger 2 463 meter över havet och antalet invånare är 243.
Terrängen runt Mesa del León är kuperad västerut, men österut är den platt. Runt Mesa del León är det ganska tätbefolkat, med 124 invånare per kvadratkilometer. Närmaste större samhälle är Ciudad Hidalgo, 13,1 km sydväst om Mesa del León. I omgivningarna runt Mesa del León växer huvudsakligen savannskog.